# Saint-Lô Floorball
Maillots

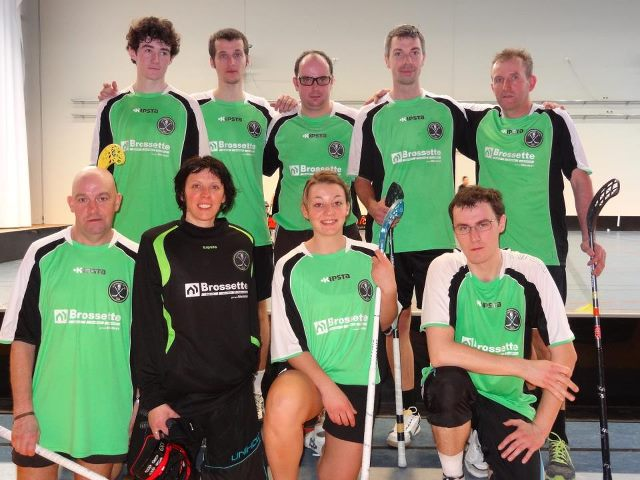

Le Saint-Lô floorball, est un club de floorball français fondé en 2011. Évoluant actuellement en Championnat de France Division 2, le club est basé à Saint-Lô.

## Bilan saison par saison
Le Saint-Lô floorball s'engage pour la première fois en championnat de France D2 lors de la saison 2012/2013.
Effectif ayant participé au championnat de France D2 2012/2013
| Nom                 | Poste                    | Nationalité | Statistiques FFFL |
| ------------------- | ------------------------ | ----------- | ----------------- |
| Éric Pioli          | Gardien                  | France      | Statistiques FFFL |
| Angélique Caubernon | Gardien                  | France      | Statistiques FFFL |
| Bérangère Pioli     | Gardien/Ailier           | France      | Statistiques FFFL |
| Lionel Royer        | Gardien/Défenseur/Ailier | France      | Statistiques FFFL |
| Mattieu Griveau     | Défenseur                | France      | Statistiques FFFL |
| Julien Pinta        | Défenseur                | France      | Statistiques FFFL |
| Fabrice Legendre    | Défenseur                | France      | Statistiques FFFL |
| Erika Lobstein      | Défenseur                | France      | Statistiques FFFL |
| Daniel Dauvin       | Défenseur                | France      | Statistiques FFFL |
| Rémy Carle          | Défenseur                | France      | Statistiques FFFL |
| Loïc Dauvin         | Défenseur                | France      | Statistiques FFFL |
| François Portier    | Défenseur/Centre         | France      | Statistiques FFFL |
| Julien Le Roux      | Centre                   | France      | Statistiques FFFL |
| Franck Dauvin       | Centre/Ailier            | France      | Statistiques FFFL |
| Sophie Levon        | Ailier                   | France      | Statistiques FFFL |
| Thibault Poisson    | Ailier                   | France      | Statistiques FFFL |
| Hubert Poisson      | Ailier                   | France      | Statistiques FFFL |

Effectif ayant participé au championnat de France D2 2013/2014
| Nom                 | Poste         | Nationalité | Statistiques FFFL |
| ------------------- | ------------- | ----------- | ----------------- |
| Éric Pioli          | Gardien       | France      | Statistiques FFFL |
| Bérangère Pioli     | Ailier        | France      | Statistiques FFFL |
| Lionel Royer        | Défenseur     | France      | Statistiques FFFL |
| Mattieu Griveau     | Défenseur     | France      | Statistiques FFFL |
| David Gardinier     | Défenseur     | France      | Statistiques FFFL |
| Fabrice Legendre    | Défenseur     | France      | Statistiques FFFL |
| Daniel Dauvin       | Défenseur     | France      | Statistiques FFFL |
| Loïc Dauvin         | Défenseur     | France      | Statistiques FFFL |
| François Portier    | Centre/Ailier | France      | Statistiques FFFL |
| Julien Le Roux      | Centre        | France      | Statistiques FFFL |
| Octave Le Provost   | Ailier        | France      | Statistiques FFFL |
| Thibault Poisson    | Ailier        | France      | Statistiques FFFL |
| Hubert Poisson      | Ailier        | France      | Statistiques FFFL |
| Grégoire Le Provost | Ailier        | France      | Statistiques FFFL |
| Fabien Lepaysant    | Ailier        | France      | Statistiques FFFL |
| Nathalie Lemeulais  | Ailier        | France      | Statistiques FFFL |

 : Capitaine de l'équipe
- Division 2 - Meilleur(s) Pointeur(s)
  - 2013 :  Thibault POISSON (6 points/9 matchs)
  - 2014 :  Thibault POISSON (10 points/10 matchs)
  - 2015 :  Mattieu GRIVEAUX (6 points/8 matchs)
  - 2016 :  Thibault POISSON (11 points/10 matchs)
- Division 2 - Meilleur(s) Buteur(s)
  - 2013 :  Thibault POISSON et Hubert POISSON (4 buts/9 matchs)
  - 2014 :  Thibault POISSON (9 buts/10 matchs)
  - 2015 :  Mattieu GRIVEAUX (5 points/8 matchs)
  - 2016 :  Thibault POISSON (8 points/10 matchs)
- Division 2 - Meilleur(s) Passeur(s)
  - 2013 :  Julien LE ROUX et Thibault POISSON  (2 assists/9 matchs)
  - 2014 :  François PORTIER (5 assists/12 matchs)
  - 2015 :  Julien LE ROUX  (2 assists/10 matchs) et Loic DAUVIN (2 assists/9 matchs)
  - 2016 :  Fabrice LEGENDRE  (5 assists/12 matchs)

| Saison      | Division   | Matchs joués | Victoires | Nuls | Défaites | Buts pour | Buts contre | Diff. | Pénalités | Classement        |
| ----------- | ---------- | ------------ | --------- | ---- | -------- | --------- | ----------- | ----- | --------- | ----------------- |
| 2012 – 2013 | Division 2 | 10           | 0         | 0    | 10       | 14        | 101         | -87   | 8         | 6e de Poule Ouest |
| 2013 – 2014 | Division 2 | 10           | 5         | 2    | 3        | 39        | 27          | + 12  | 10        | 2e de Poule Ouest |
| 2014 – 2015 | Division 2 | 10           | 0         | 4    | 6        | 18        | 39          | -21   | 22        | 5e de Poule Ouest |
| 2015 – 2016 | Division 2 | 12           | 3         | 1    | 8        | 35        | 83          | -48   | 18        | 5e de Poule Ouest |

Playoffs 2014
Le tirage au sort des ¼ de finale a été effectuée à la fin de la saison régulière, à Saint-Étienne.
|  | Quarts de finale           | Quarts de finale        |  |  | Demi-finales            | Demi-finales            |  |  | Finale | Finale |
|  | Quarts de finale           | Quarts de finale        |  |  | Demi-finales            | Demi-finales            |  |  | Finale | Finale |
|  |                            |                         |  |  |                         |                         |  |  |        |        |
|  | 05 avril 2014 à Orléans    | 05 avril 2014 à Orléans |  |  | 06 avril 2014 à Orléans | 06 avril 2014 à Orléans |  |  |        |        |
|  | 05 avril 2014 à Orléans    | 05 avril 2014 à Orléans |  |  | 06 avril 2014 à Orléans | 06 avril 2014 à Orléans |  |  |        |        |
|  | A-1: Vikings Ericsson      |                         |  |  | 06 avril 2014 à Orléans | 06 avril 2014 à Orléans |  |  |        |        |
|  |                            |                         |  |  | 06 avril 2014 à Orléans | 06 avril 2014 à Orléans |  |  |        |        |
|  | B-2: IFK Paris 2           |                         |  |  | 06 avril 2014 à Orléans | 06 avril 2014 à Orléans |  |  |        |        |
|  |                            |                         |  |  |                         |                         |  |  |        |        |
|  | 05 avril 2014 à Orléans    |                         |  |  |                         |                         |  |  |        |        |
|  |                            |                         |  |  |                         |                         |  |  |        |        |
|  | C-1: Angégaves Angers      |                         |  |  |                         |                         |  |  |        |        |
|  |                            |                         |  |  |                         |                         |  |  |        |        |
|  | D-2: Lyon Pirates 2        |                         |  |  |                         |                         |  |  |        |        |
|  |                            |                         |  |  |                         |                         |  |  |        |        |
|  | 05 avril 2014 à Orléans    |                         |  |  |                         |                         |  |  |        |        |
|  |                            |                         |  |  |                         |                         |  |  |        |        |
|  | B-1: Gladiateurs d'Orléans |                         |  |  |                         |                         |  |  |        |        |
|  |                            |                         |  |  |                         |                         |  |  |        |        |
|  | A-2: Grizzlys du Hainaut   |                         |  |  |                         |                         |  |  |        |        |
|  |                            |                         |  |  |                         |                         |  |  |        |        |
|  | 05 avril 2014 à Orléans    |                         |  |  |                         |                         |  |  |        |        |
|  |                            |                         |  |  |                         |                         |  |  |        |        |
|  | D-1: Dragons Bisontins     | 12                      |  |  |                         |                         |  |  |        |        |
|  | D-1: Dragons Bisontins     | 12                      |  |  |                         |                         |  |  |        |        |
|  | C-2: Saint Lô Floorball    | 1                       |  |  |                         |                         |  |  |        |        |
|  | C-2: Saint Lô Floorball    | 1                       |  |  |                         |                         |  |  |        |        |

## Effectif St Lô Floorball
L'histogramme présente ici le nombre de licenciés du St Lô Floorball depuis sa création  :
| 2012 |  | 17 |  |

| 2013 |  | 17 |  |

| 2014 |  | 18 |  |

## Palmarès
- Championnat de France Division 2 :
  - 6e (1) - poule ouest 2013
  -  2e vice-champion (1) -  poule ouest 2014
  - 7e (1) - championnat de France 2014 (1/4 de finale)
  - 5e (2) - poule ouest 2015 et 2016
- Coupe des Crosses / Caen Floorball :
  - 8e (1) - 2012
  - 6e (1) - 2013
  - 7e (1) - 2014
  - 5e (1) - 2015
  - 3e (2) - 2016  et 2017